# George Bagnall
George Lawson Bagnall (* 24. Mai 1896 in Mullingar, Irland; † 13. März 1978 in Los Angeles) war ein US-amerikanischer Manager, der vor allem in der Filmbranche tätig war.

## Leben
George Bagnall studierte am Exeter College. Er arbeitete zunächst als Buchhalter in Kanada und leistete dann vier Jahre lang Kriegsdienst während des Ersten Weltkriegs. Danach war er als Wirtschaftsprüfer (Public Accountant) für Touche, Niven & Co in New York und als Controller für Davison, Paxon und Stokes in Atlanta tätig. 1928 trat er eine Stelle als Controller bei Fox Film an, in deren West Coast Studios er 1930 die Leitung der Finanzabteilung übernahm. 1935 wurde er bei Paramount Studio Treasurer, 1936 Executive Studio Manager und 1937 Vize-Präsident. 1941 trat er von dieser Position zurück und wurde stattdessen Vize-Präsident und General Manager bei Alexander Korda Films.
Von 1942 bis 1949 war Bagnall der für die Produktion zuständige Vize-Präsident von United Artists. Seine dortige Hauptaufgabe bestand darin, den Überblick über die Finanzierungs- und Produktionskosten der einzelnen Filme zu behalten. Er war auch Präsident von United Artists Productions, dem Nachfolgeunternehmen von Walter Wanger Productions. Ab 1952 stand er als Präsident seinem Unternehmen George Bagnall and Associates Inc. vor, einem Distributor von Fernsehfilmen mit Sitz in Beverly Hills. Von 1961 bis 1974 saß er außerdem im Board of Directors von Disney. Von 1957 bis 1978 amtierte er als Präsident des Motion Picture Relief Fund zur Unterstützung hilfsbedürftiger Filmschaffender. Bei der Oscarverleihung 1967 wurde ihm der Jean Hersholt Humanitarian Award verliehen, ein Ehrenoscar für besondere humanitäre Verdienste.
George Bagnall starb 1978 im Alter von 81 Jahren. Er war mit Muriel Young Bagnall verheiratet und hatte zwei Söhne. Michael Lawson Bagnall (1931–1998) war Executive Vice President für Finanzen bei Walt Disney Productions. George Lawson Bagnall Jr. (1936–2011) war im Wertpapierhandel bei verschiedenen Unternehmen in Los Angeles tätig.